# Carbonera
Carbonera é uma comuna italiana da região do Vêneto, província de Treviso, com cerca de 9.793 habitantes. Estende-se por uma área de 19 km², tendo uma densidade populacional de 515 hab/km². Faz fronteira com Breda di Piave, Maserada sul Piave, San Biagio di Callalta, Silea, Spresiano, Treviso, Villorba.

## Demografia
| Variação demográfica do município entre 1861 e 2011                               |
|                                                                                   |
| Fonte: Istituto Nazionale di Statistica (ISTAT) - Elaboração gráfica da Wikipedia |